# 馬修斯角
54°2′S 37°58′W / 54.033°S 37.967°W
馬修斯角（英語：Matthews Point），是南極洲的海岬，位於南喬治亞群島，由英國研究隊繪入地圖，以該國動物學家命名，該海岬由英國海外領土管轄。